# Andreas Alfred Meier
Andreas Alfred Meier (* 2. Mai 1949 in Biel) ist ein Schweizer Kunsthistoriker und Publizist.

## Leben
Andreas Meier studierte ab 1969 Deutsche Literatur und Kunstgeschichte in Bern und in Hamburg und schloss an der Universität Bern bei Walther Killy und Eduard Hüttinger als Lic. phil I ab. Nach einer mehrjährigen Dozenten-Tätigkeit an der Schule für Gestaltung Biel (1974 bis 1980) und später in Bern (1992 bis 1996) wurde er wissenschaftlicher Mitarbeiter am Kunstmuseum Bern (1981 bis 1987) und übernahm 1987 den Auftrag für die Museums-Planung der Stadt Biel, aus der das Museum Neuhaus (s. NMB Neues Museum Biel) und das Kunsthaus Pasquart in Biel hervorgingen. Er war von 1990 bis 2002 Gründungsdirektor des Kunsthauses Pasquart sowie Mitbegründer der Trägerstiftung Centre PasquArt sowie der Stiftung Kunsthaus-Sammlung.
In Biel engagierte er sich für internationale Kulturaustauschprojekte mit Bosnien, Südafrika, Polen, der Ukraine und mit Kuba. 1995 zeigte er zum Jubiläum 100 Jahre Kino die Ausstellung Cinéastes – Artistes. Zusammen mit Christoph Doswald entstand 1997 die Ausstellung Nonchalance zur jüngeren Schweizer Kunstszene. Von 2003 bis 2008 leitete Meier das Seedamm Kulturzentrum in Pfäffikon/SZ (heute: Vögele Kultur Zentrum). Er realisierte hier Ausstellungen u. a. zu Oskar Kokoschka sowie mit den zeitgenössischen Künstlern Herman de Vries und Mark Dion. Seit 2008 ist er freischaffend tätig und gründete das Netzwerk „memoriart33-45“, das auf die zur Zeit des Nationalsozialismus 1933 bis 1945 zu Tode gekommenen bildenden Künstler aufmerksam macht. Gleichzeitige Forschungsarbeit zum Exil bildender Künstler in der Schweiz (1933 bis 1945) und zu Irmgard Burchard, Organisatorin der Twentieth Century German Art Ausstellung in London 1938.

## Auszeichnungen
- 1992: „Bieler des Jahres“[6]
- 1997: Kantonalbernischer Kulturpreis, für das Centre PasquArt
- 2000: Ehrung für kulturelle Verdienste der Stadt Biel[7]
- 2000: Atu-Preis für Baukultur, für das Kunsthaus Pasquart (sowie an die Architekten Diener & Diener, Basel)[8]

## Mitgliedschaften
- Seit 1984: Mitglied von ICOM Schweiz und der Vereinigung schweizerischer Kunsthistoriker (VKS)
- 1998–2001: Stiftungsrat von Pro Helvetia
- Seit 2014: Präsident des internationalen Netzwerks „memoriart33-45“

## Publikationen
- mit Hans Christoph von Tavel: Otto Meyer-Amden, Begegnungen mit Oskar Schlemmer, Willi Baumeister, Hermann Huber und anderen Künstlern. Benteli, Bern 1985, DNB 20635472X.
- mit Hans Christoph von Tavel: Der Blaue Reiter. Kunstmuseum Bern 1986, DNB 210377151.
- mit Bernhard Echte: Die Brüder Karl und Robert Walser. Rothenhäusler, Stäfa 1990, ISBN 978-3-907960-37-0.
- Memento Monumenti. Die Kunst des Erinnerns – Le moment du monument. Centre PasquArt, Biel 1991.
- mit Walter Tschopp: Ueli Berger. Benteli, Bern 1993, ISBN 3-7165-0885-3.
- mit Hélène Cagnard et al.: Cinéastes – Artistes. PasquArt, Biel 1995, DNB 946934010.
- Herman de Vries: to be. Cantz, Ostfildern 1995, ISBN 3-89322-709-1.
- mit Christoph Doswald: Nonchalance. Benteli, Wabern bei Bern 1997, ISBN 3-7165-1094-7 (D), ISBN 3-7165-1095-5 (F).
- Markus Raetz. Zu den Wortmetamorphosen und Spracharbeiten von Markus Raetz 1970–2000. Stämpfli, Bern 2001, ISBN 978-3-7272-1083-9.
- Miriam Cahn: Architekturtraum. Hatje Cantz, Berlin 2002, ISBN 3-7757-1127-9.
- Animaux. Von Tieren und Menschen. Seedamm-Kulturzentrum, Pfäffikon 2004, ISBN 3-908113-21-0.
- Kokoschka: Beziehungen zur Schweiz: Benteli, Wabern bei Bern 2005, ISBN 978-3-7165-1406-1.
- Flucht bildender Künstler in die Schweiz 1933–1945: In: Hajo Jahn (Hrsg.): Das Lied der Emigrantin. 12. Else Lasker-Schüler-Almanach. Peter Hammer Verlag, Wuppertal 2017, ISBN 978-3-7795-0591-4, S. 92–116.